# 水蚤狸藻
水蚤狸藻（学名：Utricularia bosminifera）为狸藻属多年生小型陆生食虫植物。其种加词“bosminifera”来源于“Bosmina”，意为“水蚤”，指其捕虫囊的形状类似于水蚤。水蚤狸藻为泰国桐艾府象岛的特有种。其陆生或半水生于河畔的砂质土壤中。其四季开花。1906年，卡尔·汉森·奥斯坦费德最先描述了水蚤狸藻。1985年，J·F·麦克斯韦（J. F. Maxwell）又将其归为两裂狸藻（U. bifida）的变种。1986年，彼得·泰勒否定了麦克斯韦的分类出来，又将其恢复为物种。